# 護衛艦隊
護衛艦隊（ごえいかんたい、英称：Fleet Escort Force）は、日本の海上自衛隊の自衛艦隊に属するタイプ管理部隊の一つで、護衛艦及びその他の多様な艦艇を主力とした海上自衛隊の中核を担う部隊である。潜水艦隊や掃海隊群、航空集団と共に、日本の海上防衛を担っている。

## 概要
護衛艦隊司令部は横須賀基地の船越地区（神奈川県横須賀市船越町7-73）におかれており、護衛艦隊司令官は海将をもって充てられている。護衛艦隊司令官は、もっぱらフォースプロバイダ（練度管理責任者）として総数48隻の護衛艦と多数の補助艦艇からなる護衛艦隊の練度管理を行い、有事における護衛艦の運用を行うフォースユーザー（事態対処責任者）たる自衛艦隊司令官や、各地方総監に隷下部隊を提供する役目を担っている。
2020年（令和2年）3月現在、護衛艦隊隷下の主力部隊として4個護衛隊群（Escort Flotilla）が編成されている。各護衛隊群司令は海将補をもって充てられており、各護衛隊群の構成はヘリコプター搭載護衛艦（DDH）1隻とミサイル護衛艦（DDG）1隻、汎用護衛艦2隻からなる護衛隊（DDHグループ）と、ミサイル護衛艦（DDG）1隻と汎用護衛艦3隻からなる護衛隊（DDGグループ）の2個護衛隊（Escort Division）の8隻、合計32隻の護衛艦が有事に備えている。
4個の護衛隊群を持つことで、周期訓練（ローテーション）を行ないながら、常に1個か2個の護衛隊群を高度な練成状態で脅威に対する即応体制が整えられる。艦艇は定期的な保守・修理や改修工事をドック内で行なわねばならず、長期に渡るドック入りが明けた後は乗組員の再訓練が求められ、新造艦や新たな装備があれば習熟訓練が必要であり、外国への表敬訪問や共同軍事作戦で長期間の遠洋派遣もあるため、常に海上防衛力を保持するためにこのようなローテーションが必要とされている。
4個護衛隊群の32隻とは別に護衛艦隊直轄の5個護衛隊に合計16隻の護衛艦（小型の乙型護衛艦および旧式汎用護衛艦）が配備されており、有事においては沿海防衛用の戦力として地方総監が運用を行う。「平成26年度以降に係る防衛計画の大綱」において、護衛艦隊直轄護衛隊は6個護衛隊に拡大され、護衛艦定数も合計で54隻に増加することが予定されている。2025年度概算要求では、護衛艦隊および掃海隊群を統合、3個水上戦群（仮称）、水陸両用機雷戦群（仮称）および哨戒防備群（仮称）などで編成される水上艦隊（仮称）に改編される予定である。

## 任務
海上自衛隊はその創設時から対潜任務を特に重視してきた。海上交通路（シーレーン）の確保が第二次世界大戦後日本の経済成長にとって絶対に必要なことであり、日本が行なえるシーレーン防衛ではアメリカ海軍の海軍力でも保護しきれない潜水艦からの攻撃に対して日本の商船を守ることが求められた。このため、海上自衛隊の全ての戦闘艦は対潜任務を主体としてきた。
1976年（昭和51年）に策定された「昭和52年度以降に係る防衛計画の大綱」（51大綱）では、海上自衛隊に対し以下の2点が求められた。
1. 海上における侵略等の事態に対応し得るように機動的に運用する艦艇部隊として、常時少なくとも1個護衛艦隊群を即応の体制で維持しうる1個護衛艦隊を有していること。
2. 沿岸海域の警戒及び防衛を目的とする艦艇部隊として、所定の海域ごとに、常時少なくとも1個隊を即応の体制で維持しうる対潜水上艦艇部隊を有していること。

2001年（平成13年）9月11日のアメリカ同時多発テロ事件の発生や、それに端を発する海自艦艇のインド洋派遣があり、従来とは異なった任務が与えられるようになった。また、日本海では北朝鮮工作船事件などが発生して、ゲリラに対する不正規戦や非対称戦争という新たな脅威と社会情勢への対応が求められるようになった。
2013年（平成25年）末の「平成26年度以降に係る防衛計画の大綱」（25大綱）では護衛艦の定数が47隻から54隻に増加され、以下のように新たな脅威への対応が必要とされた。
1. 周辺海空域における安全確保
2. 島嶼部に対する攻撃への対応
3. 弾道ミサイル攻撃への対応
4. 宇宙空間及びサイバー空間における対応
5. 大規模災害等への対応

## 運用構想の変遷と部隊改編

### 創設まで
海上自衛隊の発足時に自衛艦隊が新編されたが、保安庁警備隊時代の編制を踏襲した第1護衛隊群と第2護衛隊群（PF隊）と第1警戒隊群（LSSL隊）から成り、護衛艦部隊としての指揮結節は存在しなかった。また、当時航空部隊は地方隊隷下にあったため空水協同の対潜作戦には戦術思想の統一、空水協同戦術の連係に円滑を欠くきらいがあり、対潜航空部隊を自衛艦隊隷下に加えるため、自衛艦隊を改編する必要があった。その後、第1次防衛力整備計画期間中の1960年（昭和35年）12月に第3護衛隊群が新編。第2次防衛力整備計画の合間にあたる1961年（昭和36年）9月1日、自衛艦隊の改編により、旗艦「てるづき」（DD-162）及び第1、第2、第3護衛隊群の3個護衛隊群をもって護衛艦隊が編成された。第1護衛隊群（横須賀）はDD×5隻とDE×3隻、第2護衛隊群（佐世保）はDD×11隻、第3護衛隊群（舞鶴）は貸与DE×2隻と貸与PF×6隻であり、主力の2個群と旧式艦からなる1個群として位置づけられていた。
新編時　編制（1961年（昭和36年）9月1日）
- 護衛艦隊旗艦（横須賀） - DD-162 てるづき
- 第1護衛隊群（横須賀）
  - DD-102 ゆきかぜ
  - 第7護衛隊（呉）- DE-201 あけぼの, DE-202 いかづち, DE-203 いなづま
  - 第8護衛隊（横須賀）- DD-104 いそなみ, DD-106 しきなみ
  - 第9護衛隊（横須賀）- DD-103 あやなみ, DD-105 うらなみ
- 第2護衛隊群（佐世保）
  - DD-101 はるかぜ（佐世保）
  - 第1護衛隊（横須賀）- DD-183 ありあけ, DD-184 ゆうぐれ
  - 第5護衛隊（佐世保）- DD-181 あさかぜ, DD-182 はたかぜ
  - 第10護衛隊（舞鶴） - DD-107 むらさめ, DD-108 ゆうだち, DD-109 はるさめ
  - 第11護衛隊（呉）- DD-110 たかなみ, DD-111 おおなみ, DD-112 まきなみ
- 第3護衛隊群（舞鶴）
  - PF-297 しい
  - 第3護衛隊（舞鶴） - PF-296 とち, PF-298 まき
  - 第4護衛隊（佐世保）- PF-284 もみ, PF-292 つげ, PF-293 かえで
  - 第6護衛隊（横須賀）- DE-262 あさひ, DE-263 はつひ

### 揺籃期（3次防以前）
勢力の充実にともなって、護衛隊群を戦術単位とする認識が生じてきたが、有事における最重要の任務である船団護衛を行なうためにどのような戦術単位が適切であるかという研究はなされていなかった。第2次防衛力整備計画（1962年（昭和37年）〜1966年（昭和41年）度）策定段階の1959年（昭和34年）には、対潜掃討群（HUKグループ）の編成を念頭に、その中核として基準排水量8,000トン級のヘリ空母CVHが基本設計段階にまで進展したものの、予算上の問題もあり、保有時期尚早と判断されて立ち消えになった。
編制（1966年（昭和41年）7月16日）
- 護衛艦隊旗艦（横須賀） - DD-161 あきづき
- 第1護衛隊群（横須賀）
  - DD-162 てるづき
  - DDG-163 あまつかぜ
  - 第8護衛隊（横須賀）- DD-104 いそなみ, DD-106 しきなみ
  - 第9護衛隊（横須賀）- DD-103 あやなみ, DD-105 うらなみ
- 第2護衛隊群（佐世保）
  - DD-101 はるかぜ（佐世保）
  - 第10護衛隊（舞鶴） - DD-107 むらさめ, DD-108 ゆうだち, DD-109 はるさめ
  - 第11護衛隊（呉）- DD-110 たかなみ, DD-111 おおなみ, DD-112 まきなみ
  - 第21護衛隊（佐世保）- DD-113 やまぐも, DD-114 まきぐも
- 第3護衛隊群（舞鶴）
  - DD-102 ゆきかぜ
  - 第7護衛隊（呉）- DE-201 あけぼの, DE-202 いかづち, DE-203 いなづま
  - 第31護衛隊（舞鶴）- DE-211 いすず, DE-212 もがみ
  - 第32護衛隊（舞鶴）- DE-213 きたかみ, DE-214 おおい

### 8艦6機体制の策定（3〜4次防）
第3次防衛力整備計画（1967年（昭和42年）〜1971年（昭和46年）度）において、船団の直衛に必要な護衛艦隻数を8隻、効果的な対潜攻撃を実施するために展開する必要のあるヘリコプターの機数を4機、この4機を常時展開可能な状態におくために必要な機数を6機と見積もり、これが基本的な考え方となった。1971年（昭和46年）2月に、第4護衛隊群（横須賀）が創設され、外航・内航の各2個護衛隊群による計4個護衛隊群の体制が確立された。
編制（1971年（昭和46年）2月1日）
- 護衛艦隊旗艦（横須賀） - DD-161 あきづき
- 第1護衛隊群（横須賀）
  - 群直轄艦（横須賀）- DDG-163 あまつかぜ
  - 第8護衛隊（横須賀）- DD-104 いそなみ, DD-106 しきなみ
  - 第22護衛隊（呉）- DD-116 みねぐも, DD-117 なつぐも, DD-118 むらくも
- 第2護衛隊群（佐世保）
  - 群直轄艦（佐世保）- DD-164 たかつき
  - 第1護衛隊（呉） - DD-165 きくづき, DD-166 もちづき
  - 第21護衛隊（佐世保）- DD-113 やまぐも, DD-114 まきぐも, DD-115 あさぐも
- 第3護衛隊群（舞鶴）
  - 群直轄艦（舞鶴）- DD-167 ながつき
  - 第10護衛隊（舞鶴） - DD-107 むらさめ, DD-108 ゆうだち, DD-109 はるさめ
  - 第12護衛隊（佐世保）- DD-101 はるかぜ, DD-102 ゆきかぜ
- 第4護衛隊群（横須賀）
  - 群直轄艦（横須賀）- DD-162 てるづき
  - 第9護衛隊（横須賀）- DD-103 あやなみ, DD-105 うらなみ
  - 第11護衛隊（呉）- DD-110 たかなみ, DD-111 おおなみ, DD-112 まきなみ

第4次防衛力整備計画（1972年（昭和47年）〜1977年（昭和52年）度）においては、オペレーションズ・リサーチの手法によって、計画はさらに具体化された。この結果、護衛艦は8隻が必要であることは間違いないが、仮に直衛線の突破を許して船団が攻撃されたとき、護衛艦単独では、原子力推進の潜水艦を再捕捉することは困難であることが判明した。このとき、ディッピングソナーを装備したヘリコプター4機を同時投入できれば、3機がソナーにより敵潜水艦を追跡し、追い詰めたうえで、1機が魚雷攻撃によってこれを撃破できることから、極めて高い有効性を期待できることが導き出された。さらに、この時点で長距離の対潜兵装として運用されていた無人対潜ヘリコプターよりもさらに遠距離での攻撃が可能であり、船団への攻撃以前に敵潜を捕捉・撃破できる公算も向上することが確認された。
一方、船団に対する経空脅威に対処するため、縦深を持った対空火網の構築も模索された。艦対空ミサイルとしては、当時唯一のミサイル護衛艦（DDG）であった「あまつかぜ」（35DDG）に続いてターター・システムが適当であると判断された。また、ターターを補助して長射程の防空射撃を行なうために高性能のMk.42 54口径5インチ単装速射砲が必要と考えられたが、予算などの問題から全艦への装備は困難と考えられた。
これらの検討を経て、護衛隊群を戦術単位とし、その編制はHSS-2対潜ヘリコプター3機搭載のヘリコプター護衛艦（DDH）2隻、ターター・システム搭載のミサイル護衛艦（DDG）1隻、対空/多目的護衛艦（DDA）1隻、そしてこれらを補佐する対潜護衛艦（DDK）4隻による8艦6機体制とする構想が策定された。DDH、DDG、DDAは54口径5インチ単装速射砲によって艦隊防空を行なうが、DDKについては50口径3インチ連装速射砲による個艦防空能力を有するに留まることとなっていた。このコンセプトに基づき整備されたのが、はるな型（43DDH）、たちかぜ型（46DDG）、たかつき型（38DDA）、やまぐも型（37DDK）およびみねぐも型（40DDK）であり、4次防中のしらね型（50DDH）の就役により、1981年（昭和56年）までに、外航の第1・2護衛隊群は8艦6機体制を実現したが、内航の第3・4護衛隊群は、実現の目処も立っていない状態であった。また4次防の計画段階においては、これらの航空運用能力と艦隊防空ミサイル運用能力を1隻で充足しうる艦として8700トン級DLHの構想もあったが、これは見送られている。
編制（1981年（昭和56年）3月27日）
- 護衛艦隊旗艦（横須賀） - DD-161 あきづき
- 第1護衛隊群（横須賀）
  - 群直轄艦（横須賀）- DD-164 たかつき
  - 第22護衛隊（呉）- DD-116 みねぐも, DD-117 なつぐも, DD-118 むらくも
  - 第51護衛隊（横須賀）- DDH-142 ひえい, DDH-143 しらね
  - 第61護衛隊（横須賀）- DDG-163 あまつかぜ, DDG-169 あさかぜ
- 第2護衛隊群（佐世保）
  - 群直轄艦（佐世保）- DDG-168 たちかぜ
  - 第1護衛隊（呉）- DD-165 きくづき, DD-166 もちづき
  - 第23護衛隊（佐世保）- DD-115 あさぐも, DD-119 あおくも, DD-120 あきぐも
  - 第52護衛隊（佐世保）- DDH-141 はるな, DDH-144 くらま
- 第3護衛隊群（舞鶴）
  - 群直轄艦（舞鶴）- DD-167 ながつき
  - 第10護衛隊（舞鶴）- DD-107 むらさめ, DD-108 ゆうだち, DD-109 はるさめ
  - 第21護衛隊（佐世保）- DD-113 やまぐも, DD-114 まきぐも, DD-121 ゆうぐも
- 第4護衛隊群（横須賀）
  - 群直轄艦（横須賀）- DD-162 てるづき
  - 第9護衛隊（横須賀）- DD-103 あやなみ, DD-105 うらなみ
  - 第35護衛隊（大湊）- DE-218 とかち, DE-220 ちとせ, DE-225 のしろ

### 8艦10機体制の検討（4次防）

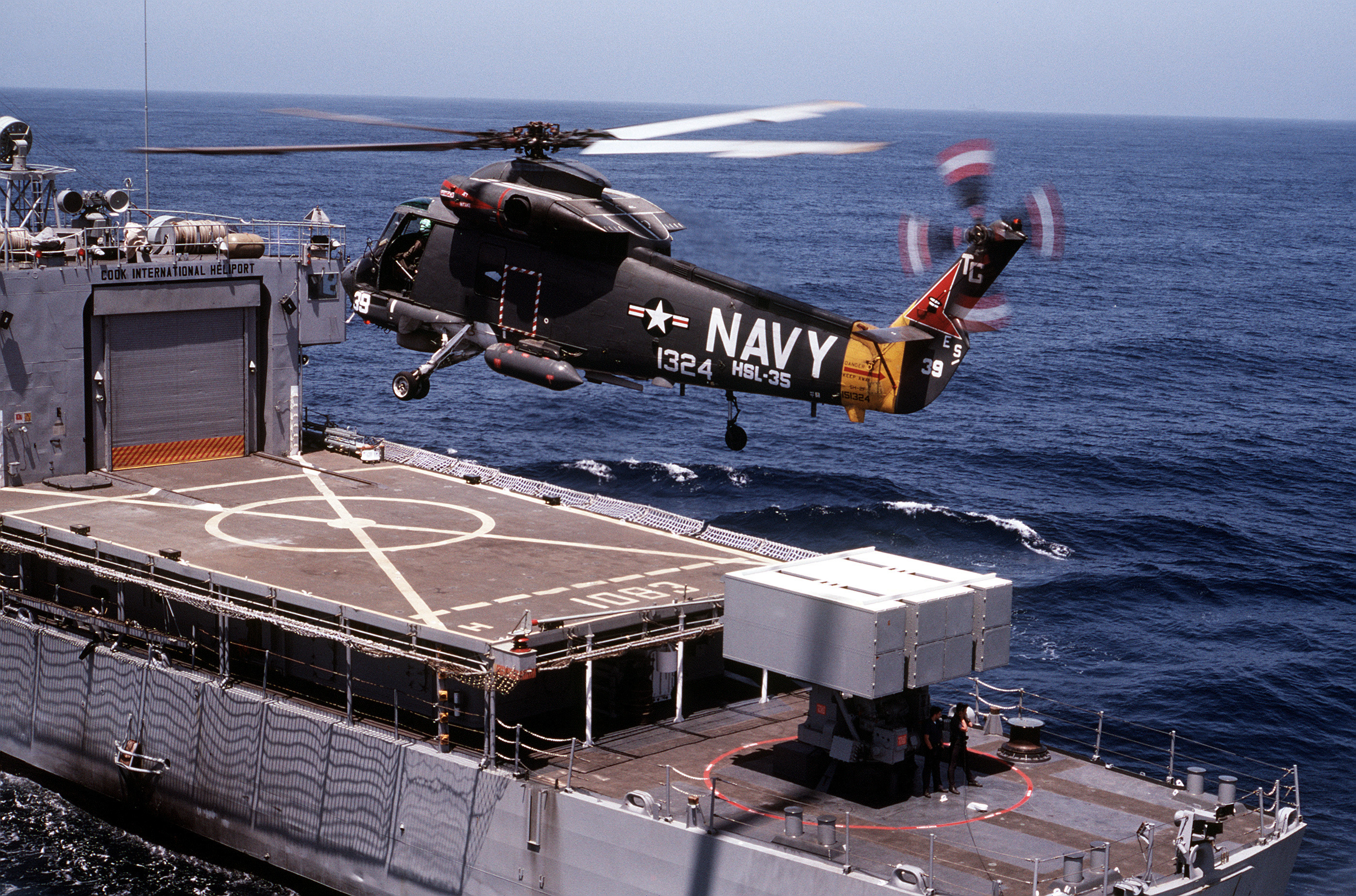
導入が検討されたSH-2F LAMPS Mk.I

このようにしてコンセプト開発がなされたが、1970年代にソビエト連邦軍が対艦巡航ミサイルの大量配備を実施したことで、さっそく修正を余儀なくされることとなる。潜水艦発射巡航ミサイル (USM) の配備は、直衛線を突破されずとも船団が攻撃される危険性を示し、また、空中発射巡航ミサイル (ASM) の配備は、経空脅威の劇的な増大を示していた。
この当時、ソ連海軍航空隊は、爆撃機2機のペアを2組の4機編隊により、多方向からの同時攻撃を行なうことを基本戦術としていた。これに対処するには、最低限でミサイル射撃指揮装置2基を備えたミサイル護衛艦2隻が戦術単位内に必要となる。またこの時期、アメリカ海軍は、航空母艦搭載の対潜ヘリコプターとして、従来のSH-3AにソノブイやMADの搭載などの改良を施したSH-3Hを開発するとともに、無人対潜ヘリコプター（DASH）の性能・信頼性の限界を受けて、有人ヘリコプターの艦載化を模索していた。当初はMASH（Manned Anti-Submarine Helicopter）計画が検討されており、海自でもこれを受けてOH-6Jの艦載化が検討された。しかし後に、アメリカ海軍はMASHでは性能的に不足として、最終的にSH-2FヘリコプターによるLAMPS Mk.Iを開発して、フリゲート級の艦艇に搭載して配備した。
これらの分析をもとに再研究を実施した結果、従来の8艦6機体制ではUSM攻撃に対処不可能であるのに対して、8艦6機体制をもとに、DDHの艦載機をHSS-2B（SH-3Hに相当）に更新し、2隻目のミサイル護衛艦（DDG）で対空/多目的護衛艦（DDA）を代替、そしてSH-2F×1機搭載の汎用護衛艦（DD）で対潜護衛艦（DDK）を代替することによる8艦10機体制であれば、状況は大幅に改善することが判明した。

### 8艦8機体制の確立（ポスト4次防～13中期防）
しかし、こうして策定された8艦10機体制には、2つの面で問題があった。
1. 整備面の問題。艦の航空設備の問題から、汎用護衛艦ではヘリコプターに十分な整備を行なうことができず、高度な整備はヘリコプター護衛艦に依存することになるが、このとき、ヘリコプター護衛艦にはHSS-2BとSH-2Fの両方に対応できる整備人員と予備部品が必要となり、特に整備員の能力面で重大な困難が生ずる。[8]
2. 行政面の問題。2機種のヘリコプターを並行して運用することによるコスト増を指摘されたとき、計画の続行は困難となりかねない。

これらを踏まえ、汎用護衛艦にHSS-2Bを搭載できないかが検討されることとなった。この当時、DD級の艦にシーキングを搭載した例は世界になく、安全性の問題が大いに懸念されたが、掃海母艦「はやせ」による実証試験の結果、汎用護衛艦での運用は可能であるという結論に至り、搭載機をHSS-2Bに一本化することが決定された。
これを受けてオペレーションズ・リサーチを再実施した結果、HSS-2Bのみを運用する場合、合計機数は8機で良いことが判明した。艦隊防空にはミサイル護衛艦2隻は必須であり、残る6隻に8機のヘリコプターを搭載するならば、3機を搭載するヘリコプター護衛艦1隻と、各1機を搭載する汎用護衛艦5隻が適切であると考えられ、これをもって8艦8機体制の方針が確立されたのである。この8艦8機体制は旧日本海軍時代の艦隊整備計画になぞらえて、「八八艦隊」（はちはちかんたい）や「新八八艦隊」とも通称される。
そして、その戦術単位のうちの1つを常時出撃可能状態に維持するためには4個単位が必要であるとされたことから、4個護衛隊群体制の維持と、編制の画一化が決定された。この実現のため、汎用護衛艦としてはつゆき型12隻（2,900トン型: 52-57DD）、あさぎり型8隻（3,500トン型: 58-61DD）、むらさめ型9隻（4,400トン型: 03-07DD）、たかなみ型5隻（4,600トン型: 10-13DD）が順次に建造されていった。これら汎用護衛艦は艦砲、短魚雷、対潜ミサイルに加え、艦対艦ミサイル、個艦防空ミサイルを装備するものであった。また1986年（昭和61年）から1987年（昭和62年）にかけて、防衛庁（当時）内の洋上防空体制研究会（洋防研）で行なわれた研究に基づき、61中期防よりイージス艦（こんごう型; 7,200トン型: 63/02/03/05DDG）の取得が開始された。
1995年（平成7年）3月16日のこんごう型2番艦「きりしま」（02DDG）の就役をもって、海上自衛隊は8艦8機体制の4個護衛隊群の整備を実現した。それらは、いずれも護衛隊群直轄の旗艦としてヘリコプター護衛艦を有し、またミサイル護衛艦2隻、汎用護衛艦2隻または3隻から編制される3個護衛隊によって編成されていた。
編制（1998年（平成10年）3月20日）
- 護衛艦隊旗艦（横須賀） - DDG-168 たちかぜ
- 第1護衛隊群（横須賀）
  - 群直轄艦（横須賀）- DDH-143 しらね
  - 第1護衛隊（横須賀）- DD-101 むらさめ, DD-102 はるさめ
  - 第5護衛隊（横須賀）- DD-153 ゆうぎり, DD-154 あまぎり, DD-158 うみぎり
  - 第61護衛隊（横須賀）- DDG-171 はたかぜ, DDG-174 きりしま
- 第2護衛隊群（佐世保）
  - 群直轄艦（佐世保）- DDH-144 くらま
  - 第2護衛隊（佐世保）- DD-132 あさゆき, DD-133 しまゆき
  - 第6護衛隊（佐世保）- DD-151 あさぎり, DD-152 やまぎり, DD-157 さわぎり
  - 第62護衛隊（佐世保）- DDG-170 さわかぜ, DDG-173 こんごう
- 第3護衛隊群（舞鶴）
  - 群直轄艦（舞鶴）- DDH-141 はるな
  - 第3護衛隊（舞鶴）- DD-124 みねゆき, DD-126 はまゆき
  - 第7護衛隊（大湊）- DD-125 さわゆき, DD-155 はまぎり, DD-156 せとぎり
  - 第63護衛隊（舞鶴）- DDG-172 しまかぜ, DDG-175 みょうこう
- 第4護衛隊群（呉）
  - 群直轄艦（呉）- DDH-142 ひえい
  - 第4護衛隊（呉）- DD-127 いそゆき, DD-128 はるゆき, DD-131 せとゆき
  - 第8護衛隊（呉）- DD-129 やまゆき, DD-130 まつゆき
  - 第64護衛隊（佐世保）- DDG-169 あさかぜ, DDG-176 ちょうかい
- ATS-4201 あづま（呉）
- ATS-4202 くろべ（呉）
- AOE-421 さがみ（佐世保）
- AOE-422 とわだ（呉）
- AOE-423 ときわ（横須賀）
- AOE-424 はまな（佐世保）

### 平成の大改編 (17中期防、23中期防)
2004年（平成16年）12月10日に閣議決定された「平成17年度以降に係る防衛計画の大綱」（16大綱）で、2007年度末までに部隊削減を含む護衛艦隊の大規模な改編を行うことになった。この大綱では新たにフォースユーザー（事態対処責任者）とフォースプロバイダー（錬度管理責任者）の概念が導入され、護衛艦の定数が50隻から47隻に削減され、地域配備の護衛隊も6個隊から5個隊に削減された。また、護衛隊群隷下の護衛隊も再編されることとなり、従来の直轄艦と3個護衛隊からなる編制から、ヘリコプター護衛艦1隻とミサイル護衛艦1隻と汎用護衛艦2隻からなるDDH中心の1個護衛隊（DDHグループ）と、ミサイル護衛艦1隻と汎用護衛艦3隻からなるDDG中心の1個護衛隊（DDGグループ）の2個護衛隊により1個護衛隊群を編制するように再編されることとなった。
これに基づき2008年（平成20年）3月26日に部隊再編が行われ、前述のとおり12個護衛隊から8個護衛隊（DDHグループ4個とDDGグループ4個）に再編され、地方隊隷下の6個護衛隊はすべて護衛艦隊隷下に直轄の護衛隊として編入された。さらに、第1海上訓練支援隊が新編された。
この改編により、護衛艦隊司令官が全護衛艦の練成などを担当するフォースプロバイダー（練度管理責任者、部隊兵力提供者）となり、艦艇の運用はフォースユーザー（事態対処責任者、部隊運用者）である自衛艦隊司令官および各地方総監が行う。これに伴い、改編前は各護衛隊の所属艦の定係港は一つにまとめられていたが、改編後は所属艦の定係港は各地に分散された（2桁番号の護衛隊は除く）。また、同年4月1日には護衛艦隊司令部は海上部隊ではなくなった。
なお、その後の部隊改編により、現在各護衛隊の所属艦の定係港は護衛隊司令部所在地にまとめられている。なお、第3護衛隊群は大湊に大型艦艇を配備できないため、他群のようにDDHグループとDDGグループに別れていない。
改編後には、広大な全通甲板を持つヘリコプター護衛艦のひゅうが型（16DDH）や、ミサイル護衛艦としては初めて航空機運用能力を付与したあたご型（14DDG）の就役により、1個護衛隊群当たりのヘリコプターの運用機数は8機から増えることになった。
汎用護衛艦としては、2012年から2014年にかけてあきづき型4隻が就役し、各護衛隊群に１隻ずつ配備された。あきづき型は僚艦防空が可能な対空戦闘システムを有しているが、これはイージス艦が弾道ミサイル防衛に専念する際の補完を想定したものである。
また、2006年（平成18年）4月には、自衛隊海外派遣任務の増加に伴い、補給艦の機動的運用の必要性が高まったことを受けて補給艦5隻による第1海上補給隊（横須賀）が編成された。また、それまで自衛艦隊直轄であった第1輸送隊が護衛艦隊直轄に編成替えされた。
中期防は5年ごとに改定されることとなっていたが、自民党から民主党への政権交代の影響のため、22中期防は設定されず、2010年度は単年度予算となった。この2010年予算で、いずも型DDHの建造が認められた。民主党政権下の23中期防においても2012年度予算で同型艦1隻の建造が承認された。これら2隻の完成によりDDHは全て全通甲板型となり、ヘリコプター運用能力が大幅に向上することとなった。汎用護衛艦は2013年度、2014年度予算であさひ型（25DD）2隻の建造が認められている。25DDは対潜能力を重視した設計となる予定である。なお、2010年（平成22年）12月17日に閣議決定された「平成23年度以降に係る防衛計画の大綱（22大綱）」に基づいて、2桁番号の護衛隊は6個護衛隊から5個護衛隊に再編され、また護衛艦の定数は47隻から48隻に増加されることとなったが、自民党が政権に復帰すると新たに「平成26年度以降に係る防衛計画の大綱（25大綱）」が成立し、22大綱に基づく改編は実施されなかった。
2016年（平成28年）7月1日、掃海隊群が水陸両用作戦の支援任務を担当することとなり、第1輸送隊が掃海隊群隷下に編成替え。
2020年（令和2年）10月1日、護衛艦隊司令部が船越地区に完成した自衛艦隊司令部の新庁舎「海上作戦センター」に移転。海上訓練指導隊群隷下の誘導武器教育訓練隊を廃止し、「水上戦術開発指導隊」を新編。

### ポスト民主党政権（26中期防、31中期防）

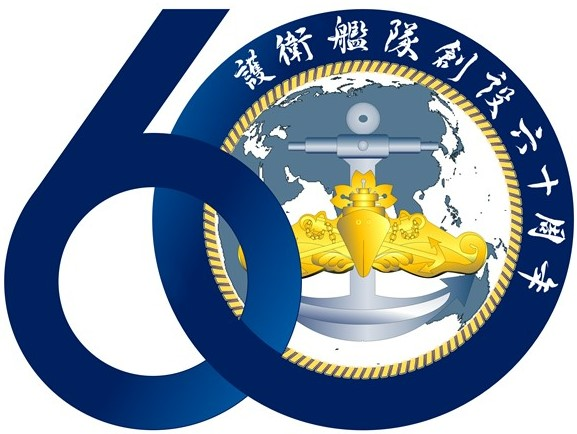
護衛艦隊60周年記念ロゴ

民主党政権の下で策定された22大綱および23中期防は、自民党が政権に戻ると直ちに改定されることとなった。2013年（平成25年）12月17日に閣議決定された「平成26年度以降に係る防衛計画の大綱（25大綱）」では、護衛艦の定数が48隻から54隻に増加、イージス・システム護衛艦も2隻が追加され8隻となる。
護衛隊群所属護衛艦が32隻のままであるとすれば、2桁番号の護衛隊の所属護衛艦は2014年3月時点の15隻から大綱完了時には22隻となる。また、2桁番号の護衛隊は5個護衛隊から6個護衛隊に増加され、護衛隊群と同じく機動運用される予定である。
この護衛艦部隊の増勢に向け、26中期防では多様な任務へ対応能力の向上と船体のコンパクト化を両立させたもがみ型護衛艦（FFM）の建造が構想され、2022年より運用されている。

2024年（令和6年）3月21日、護衛艦「もがみ」・「くまの」が掃海隊群から第11護衛隊に編入。
編制（2025年（令和7年）6月19日現在）
- 機動運用部隊
  - 第1護衛隊群（司令部：横須賀）
    - 第1護衛隊（横須賀）DDH-183 いずも,  DDG-179 まや, DD-101 むらさめ, DD-107 いかづち
    - 第5護衛隊（佐世保）DDG-173 こんごう, DD-108 あけぼの, DD-109 ありあけ, DD-115 あきづき

  - 第2護衛隊群（司令部：佐世保）
    - 第2護衛隊（佐世保）DDH-182 いせ, DDG-178 あしがら, DD-102 はるさめ,  DD-119あさひ
    - 第6護衛隊（横須賀）DDG-174 きりしま, DD-110 たかなみ, DD-111 おおなみ, DD-116 てるづき

  - 第3護衛隊群（司令部：舞鶴）
    - 第3護衛隊（舞鶴）DDH-181 ひゅうが, DDG-175 みょうこう, DDG-177 あたご, DD-118 ふゆづき
    - 第7護衛隊（大湊）DD-103 ゆうだち, DD-112 まきなみ, DD-114 すずなみ, DD-120 しらぬい

  - 第4護衛隊群（司令部：呉）
    - 第4護衛隊（呉）DDH-184 かが, DD-105 いなづま, DD-106 さみだれ, DD-113 さざなみ
    - 第8護衛隊（佐世保）DDG-176 ちょうかい, DDG-180 はぐろ, DD-104 きりさめ, DD-117 すずつき
- 地域配備部隊
  - 第11護衛隊（横須賀）DD-153 ゆうぎり, DD-154 あまぎり, FFM-1 もがみ, FFM-2 くまの
  - 第12護衛隊（呉）DD-158 うみぎり, DE-229 あぶくま,  DE-234 とね, FFM-7 によど
  - 第13護衛隊（佐世保）DD-157 さわぎり, DE-230 じんつう, FFM-3 のしろ, FFM-4 みくま
  - 第14護衛隊（舞鶴）DD-151 あさぎり, DD-156 せとぎり, DE-232 せんだい, FFM-5 やはぎ, FFM-6 あがの
  - 第15護衛隊（大湊）DD-155 はまぎり, DE-231 おおよど, DE-233 ちくま,FFM-8 ゆうべつ
- 護衛艦隊直轄部隊
  - 海上訓練指導隊群（司令部：横須賀）横須賀・呉・佐世保・舞鶴・大湊各海上訓練指導隊、水上戦術開発指導隊
  - 第1海上補給隊（隊：横須賀）AOE-422 とわだ（呉）, AOE-423 ときわ（横須賀）, AOE-424 はまな（佐世保）, AOE-425 ましゅう（舞鶴）, AOE-426 おうみ（佐世保）
  - 第1海上訓練支援隊（呉）ATS-4202 くろべ, ATS-4203 てんりゅう

### 令和の大改編（防衛力整備計画2023）
2022年12月に制定された安保三文書（国家安全保障戦略、国家防衛戦略、防衛力整備計画）により、護衛艦隊や掃海隊群、掃海隊、ミサイル艇隊が廃止され、水上艦隊（仮称）に新編されることが発表された。
この部隊は3個水上戦群（仮称）及び1個水陸両用戦機雷戦群（仮称）、1個哨戒防備群（仮称）で構成される 。

### 歴代の護衛艦隊旗艦・直轄艦
護衛艦隊旗艦
1. DD-162 てるづき：1961年（昭和36年）9月1日 〜 1963年（昭和38年）12月2日
2. DD-161 あきづき：1963年（昭和38年）12月3日 〜 1985年（昭和60年）3月26日
3. DD-118 むらくも：1985年（昭和60年）3月27日 〜 1998年（平成10年）3月19日
4. DDG-168 たちかぜ：1998年（平成10年）3月20日 〜 2007年（平成19年）1月15日

護衛艦隊直轄艦
1. DDG-170 さわかぜ：2007年（平成19年）3月15日 〜 2010年（平成22年）6月25日

「さわかぜ」の退役に伴い、護衛艦隊旗艦およびそれに準じた直轄艦運用は廃止され、今後新たに旗艦が配備される予定はない。

## 主要幹部
| 官職名                  | 階級    | 氏名       | 補職発令日     | 前職                                                     |
| ----------------------- | ------- | ---------- | -------------- | -------------------------------------------------------- |
| 護衛艦隊司令官          | 海将    | 伍賀祥裕   | 2024年08月02日 | 潜水艦隊司令官                                           |
| 幕僚長                  | 海将補  | 清水徹     | 2024年08月02日 | 第2護衛隊群司令                                          |
| 訓練幕僚部 訓練主任幕僚 | 1等海佐 | 工藤正徳   | 2024年08月01日 | 佐世保地方総監部防衛部長                                 |
| 後方幕僚部 後方主任幕僚 | 2等海佐 | 尾曲和弘   | 2025年08月01日 | 護衛艦隊司令部勤務                                       |
| 第11護衛隊司令          | 1等海佐 | 大松清生   | 2023年12月20日 | 自衛隊福岡地方協力本部募集課長                           |
| 第12護衛隊司令          | 1等海佐 | 水野達彦   | 2024年07月19日 | 海上幕僚監部指揮通信情報部指揮通信課 指揮通信班長        |
| 第13護衛隊司令          | 1等海佐 | 國田貴之   | 2025年07月18日 | 掃海隊群司令部作戦主任幕僚                               |
| 第14護衛隊司令          | 1等海佐 | 大樂健太郎 | 2025年08月01日 | 自衛隊福岡地方協力本部募集課長                           |
| 第15護衛隊司令          | 1等海佐 | 小野修司   | 2024年08月19日 | 水上戦術開発指導隊戦術開発部長 兼 水上戦術開発指導隊副長 |
| 第1海上補給隊司令       | 1等海佐 | 西村俊行   | 2025年05月16日 | 舞鶴地方総監部防衛部長                                   |
| 第1海上訓練支援隊司令   | 1等海佐 | 坂井喜一郎 | 2024年12月20日 | かしま艦長                                               |

| 代 | 氏名       | 在任期間                       | 出身校・期          | 前職                                        | 後職                 |
| -- | ---------- | ------------------------------ | ------------------- | ------------------------------------------- | -------------------- |
| 01 | 三上作夫   | 1961年9月1日 - 1962年7月15日   | 海兵56期・ 海大37期 | 練習艦隊司令官                              | 佐世保地方総監       |
| 02 | 山下雅夫   | 1962年7月16日 - 1963年6月30日  | 海兵57期            | 海上幕僚監部総務部長                        | 佐世保地方総監       |
| 03 | 永井 昇    | 1963年7月1日 - 1964年7月15日   | 海兵59期            | 海上自衛隊第1術科学校長                     | 呉地方総監           |
| 04 | 板谷隆一   | 1964年7月16日 - 1965年6月30日  | 海兵60期            | 海上幕僚監部総務部長                        | 横須賀地方総監       |
| 05 | 久原一利   | 1965年7月1日 - 1967年1月9日    | 海兵60期            | 海上訓練指導隊群司令                        | 海上幕僚副長         |
| 06 | 池田徳太   | 1967年1月10日 - 1967年12月31日 | 海兵60期            | 海上訓練指導隊群司令                        | 退職                 |
| 07 | 内田一臣   | 1968年1月1日 - 1969年6月30日   | 海兵63期            | 海上幕僚監部防衛部長                        | 海上幕僚長           |
| 08 | 北村謙一   | 1969年7月1日 - 1970年6月30日   | 海兵64期            | 海上幕僚監部防衛部長                        | 横須賀地方総監       |
| 09 | 石隈辰彦   | 1970年7月1日 - 1972年3月15日   | 海兵65期            | 海上幕僚監部総務部長                        | 横須賀地方総監       |
| 10 | 中村悌次   | 1972年3月16日 - 1973年11月30日 | 海兵67期            | 海上幕僚監部防衛部長                        | 呉地方総監           |
| 11 | 宮田敬助   | 1973年12月1日 - 1975年3月16日  | 海兵69期            | 海上幕僚監部総務部長                        | 海上幕僚副長         |
| 12 | 齋藤國二朗 | 1975年3月17日 - 1976年3月15日  | 海兵70期            | 練習艦隊司令官 →1974年12月5日海上幕僚監部付 | 海上自衛隊幹部学校長 |
| 13 | 大賀良平   | 1976年3月16日 - 1976年11月30日 | 海兵71期            | 海上幕僚監部防衛部長                        | 大湊地方総監         |
| 14 | 清水 清    | 1976年12月1日 - 1978年12月10日 | 海兵71期            | 第1護衛隊群司令                             | 退職                 |
| 15 | 秋山正之   | 1978年12月11日 - 1981年2月15日 | 海兵74期            | 海上幕僚監部総務部長                        | 自衛艦隊司令官       |
| 16 | 古賀鶴男   | 1981年2月16日 - 1982年6月30日  | 海兵75期            | 海上幕僚監部総務部長                        | 自衛艦隊司令官       |
| 17 | 深井汪介   | 1982年7月1日 - 1984年6月5日    | 海兵75期            | 海上幕僚監部監察官                          | 退職                 |
| 18 | 能津長和   | 1984年6月6日 - 1986年12月4日   | 海保大1期・ 4期幹候 | 開発指導隊群司令                            | 退職                 |
| 19 | 小西岑生   | 1986年12月5日 - 1988年3月15日  | 防大1期             | 練習艦隊司令官                              | 呉地方総監           |
| 20 | 伊東隆行   | 1988年3月16日 - 1989年12月14日 | 海保大2期・ 6期幹候 | 海上自衛隊第1術科学校長                     | 退職                 |
| 21 | 岩澤 徹    | 1989年12月15日 - 1991年6月30日 | 防大3期             | 防衛大学校訓練部長                          | 佐世保地方総監       |
| 22 | 内田耕太郎 | 1991年7月1日 - 1992年6月15日   | 防大4期             | 海上幕僚監部装備部長                        | 舞鶴地方総監         |
| 23 | 村中壽雄   | 1992年6月16日 - 1994年12月14日 | 防大5期             | 海上幕僚監部防衛部長                        | 自衛艦隊司令官       |
| 24 | 林博太郎   | 1994年12月15日 - 1996年6月30日 | 防大7期             | 自衛艦隊司令部幕僚長                        | 海上自衛隊幹部学校長 |
| 25 | 石山 嵩    | 1996年7月1日 - 1998年6月30日   | 防大9期             | 海上幕僚監部調査部長                        | 佐世保地方総監       |
| 26 | 金田秀昭   | 1998年7月1日 - 1999年7月11日   | 防大12期            | 統合幕僚会議事務局第5幕僚室長               | 退職                 |
| 27 | 勝山 拓    | 1999年7月12日 - 2001年3月26日  | 防大12期            | 海上幕僚監部装備部長                        | 佐世保地方総監       |
| 28 | 古庄幸一   | 2001年3月27日 - 2002年3月21日  | 防大13期            | 阪神基地隊司令                              | 海上幕僚副長         |
| 29 | 道家一成   | 2002年3月22日 - 2003年1月27日  | 防大15期            | 海上幕僚監部人事教育部長                    | 海上幕僚副長         |
| 30 | 香田洋二   | 2003年1月28日 - 2004年8月29日  | 防大16期            | 海上幕僚監部防衛部長                        | 統合幕僚会議事務局長 |
| 31 | 保井信治   | 2004年8月30日 - 2007年7月2日   | 防大16期            | 海上自衛隊幹部候補生学校長                  | 退職                 |
| 32 | 高嶋博視   | 2007年7月3日 - 2008年11月6日   | 防大19期            | 海上幕僚監部人事教育部長                    | 統合幕僚副長         |
| 33 | 河野克俊   | 2008年11月7日 - 2010年7月25日  | 防大21期            | 掃海隊群司令                                | 統合幕僚副長         |
| 34 | 松下泰士   | 2010年7月26日 - 2012年7月25日  | 防大22期            | 自衛艦隊司令部幕僚長                        | 自衛艦隊司令官       |
| 35 | 池田徳宏   | 2012年7月26日 - 2014年3月27日  | 防大25期            | 海上幕僚監部防衛部長                        | 佐世保地方総監       |
| 36 | 河村正雄   | 2014年3月28日 - 2015年8月3日   | 防大25期            | 統合幕僚監部運用部長                        | 退職                 |
| 37 | 山村浩     | 2015年8月4日 - 2016年12月21日  | 防大28期            | 統合幕僚監部防衛計画部長                    | 海上幕僚副長         |
| 38 | 糟井裕之   | 2016年12月22日 - 2019年3月31日 | 防大29期            | 海上幕僚監部人事教育部長                    | 自衛艦隊司令官       |
| 39 | 湯浅秀樹   | 2019年4月1日 - 2020年8月24日   | 防大30期            | 海上自衛隊幹部学校長                        | 自衛艦隊司令官       |
| 40 | 齋藤聡     | 2020年8月25日 - 2021年12月21日 | 防大33期            | 海上幕僚監部防衛部長                        | 海上幕僚副長         |
| 41 | 福田達也   | 2021年12月22日 - 2024年8月1日  | 防大34期            | 掃海隊群司令                                | 呉地方総監           |
| 42 | 伍賀祥裕   | 2024年8月2日 -                 | 防大35期            | 潜水艦隊司令官                              |                      |